# بيلي جونز (شاعر)
بيلي جونز (بالإنجليزية: Billy Jones)‏ هو شاعر أسترالي، ولد في 1935، وتوفي في 2012.